# Mochizuki (destroyer)
Pour les articles homonymes, voir Mochizuki.
Le Mochizuki (望月) est un destroyer de la classe Mutsuki construit pour la Marine impériale japonaise pendant les années 1920.

## Historique
Dans les années 1930, le Mochizuki navigue au large de la Chine, participant à des opérations lors de la seconde guerre sino-japonaise.
Au moment de l'attaque sur Pearl Harbor, le Mochizuki rejoint le 30e division de la 6e escadron de destroyers (4e flotte). Il quitte Kwajalein le 8 décembre avec la force d'invasion de Wake transportant une garnison des « forces navales spéciales de débarquement » (FNSD). Tôt le matin du 11 décembre, la garnison américaine repoussa les premières tentatives de débarquement des FNSD, soutenues par les croiseurs légers Yūbari, Tenryū et Tatsuta, les destroyers Yayoi, Hayate, Kisaragi, Mutsuki, Oite et Asanagi, deux anciens navires de la classe Momi convertis en patrouilleur (patrouilleur n ° 32 et n ° 33), et deux transports de troupes contenant 450 soldats des FNSD. Après avoir subi de lourdes pertes, les forces japonaises se replièrent avant le débuts des opérations. Ce fut le premier revers japonais de la guerre et la seule tentative de débarquement qui échoua lors de la Seconde Guerre mondiale.

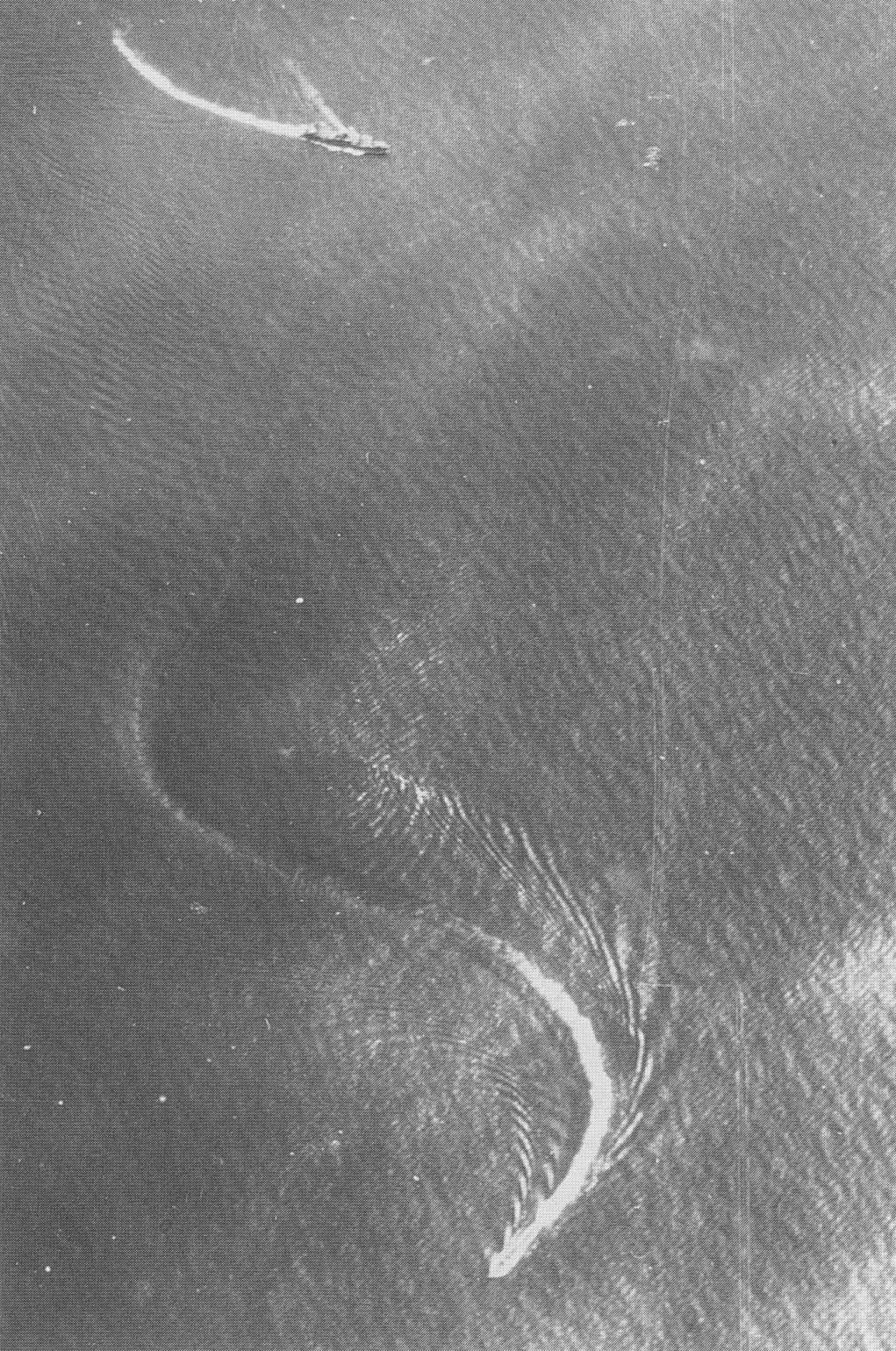
Le Mochizuki (en bas) et le transport d'hydravions Kiyokawa Maru (en haut) manœuvrant pendant une attaque aérienne provenant du porte-avions au cours de l'invasion de Salamaua-Lae, le 10 mars 1942.

Après l'ajout d'une mitrailleuse de 13,2 mm en affût double sur le côté avant de la passerelle, le navire escorte un convoi de Kwajalein à la base navale de Truk en janvier 1942 puis un convoi de troupes de Truk à Guam le même mois, avant de rejoindre la force d'invasion des îles Salomon, couvrant les débarquements des forces japonaises pendant l'opération R (invasions de Rabaul, Nouvelle-Irlande et Nouvelle-Bretagne) et pendant l'opération SR (invasions de Lae et Salamaua en Nouvelle-Guinée) en janvier-mars. En avril, il soutient l'occupation des îles de l'Amirauté.
Pendant la bataille de la mer de Corail du 7 au 8 mai 1942, le Mochizuki est affecté à la force d'invasion de l'opération Mo pour Port Moresby. Après l'annulation de la mission, le Mochizuki reste basé à Truk, effectuant des missions d'escorte entre Lae, Guadalcanal et Truk jusqu'à son rappel au Japon en juillet pour un bref réaménagement.
Après les réparations achevées à l'arsenal naval de Sasebo, le Mochizuki est réaffecté dans la huitième flotte. À la fin de septembre, le Mochizuki fait route sur l'île Normanby en compagnie du destroyer Isokaze pour sauver les survivants du destroyer Yayoi. Les 14 et 15 octobre, le Mochizuki assure la couverture des croiseurs Kinugasa et Chōkai lors d'un bombardement sur Henderson Field. Tout au long du mois de novembre, le Mochizuki effectue de nombreux transports de troupes « Tokyo Express » vers Guadalcanal. Lors de l'une de ces missions (8 novembre), il est touché par une torpille tirée du PT-boat 61. Lors d'une autre mission (13-15 novembre), il assiste l'Amagiri en secourant 1 500 survivants des transports torpillés Nagara Maru et Canberra Maru.
Le 1er décembre 1942, le Mochizuki est de nouveau réaffecté dans la 8e flotte. Pendant le reste du mois, il sert d'escorte pour les croiseurs Kumano et Suzuya pour des opérations dans les îles de l'Amirauté et des débarquements de troupes à Buna et Finschhafen, en Nouvelle-Guinée. Au cours de ses missions, le Mochizuki est attaqué à plusieurs reprises, subissant des dégâts mineurs.
Après deux « Tokyo Express » de Rabaul à Kolombangara et Santa Isabel en janvier 1943, le Mochizuki retourne à Sasebo pour des réparations. Au mois de mars, le destroyer retourne à Sasebo où il assiste le navire torpillé Florida Maru durant son transit. Jusqu'à la fin de juin 1943, le Mochizuki effectue des « Tokyo Express »  à Rekata, Buna, Tuluvu et Kolombangara. Lors de la bataille du golfe de Kula les 5 et 6 juillet, le Mochizuki engage les destroyers USS Radford et USS Nicholas, subissant des dégâts mineurs à l'une de ses tourelles et ses tubes lance-torpilles. Il sera de retour à Sasebo à la fin du mois d'août. Après son retour à Rabaul fin septembre, le Mochizuki reprend ses opérations « Tokyo Express ».
Le 24 octobre 1943, pendant un « Tokyo Express » de Rabaul à la baie de Jacquinot (Nouvelle-Bretagne orientale), le Mochizuki est attaqué par des Consolidated PBY Catalina de l'US Navy à 140 km au sud-ouest de Rabaul. Touché par une bombe explosant dans l'ingénierie, le navire sombre à la position géographique 5° 42′ S, 151° 40′ E. La plupart de l'équipage est sauvé par son navire jumeau Uzuki.
Le navire est rayé des listes de la marine le 5 janvier 1944.